# La Vallée des fleurs
Pour plus de détails, voir Fiche technique et Distribution.
La Vallée des fleurs (Valley of Flowers) est un film franco-germano-indo-japonais réalisé par Pan Nalin et sorti en 2006,.

## Synopsis
Une légende sur l'amour qui lutte contre l'inéluctabilité de la mort. Un conte époustouflant qui s'étale de la vie au cœur de l'Himalaya du XIXe siècle jusqu'aux soubresauts du Tokyo moderne.
Ce film est inspiré du livre d'Alexandra David-Néel : Magie d'amour et magie noire ou le Tibet inconnu.

## Fiche technique
Sauf mention contraire, cette fiche technique est établie à partir d'IMDb.
- Titre original : Valley of Flowers
- Titre français : La Vallée des fleurs
- Réalisation : Pan Nalin
- Scénario : Pan Nalin, Sarah Besan Shennib, Anurag Kashyap
- Musique : Cyril Morin, Rajesh Roshan
- Montage : Sylvie Gadmer
- Décors : Emma Pucci, Abid T.P.
- Costumes : Natasha De Betak
- Maquillage : Heike Merker
- Photographie : Michal Englert
- Production : Karl Baumgartner, Christoph Friedel, Claudia Steffen
- Sociétés de production[4] : Pandora Filmproduktion, Filmstiftung Nordrhein-Westfale,, Filmförderungsanstalt, Hessen Invest (Allemagne), France 2 Cinéma, TF1 International, TPS Star, Centre national de la Cinématographie (France), Filmcoopi Zürich (Suisse)
- Sociétés de distribution : Diaphana Films (France), Monsoon Films Private Limited (Inde), Toho Company (Japon), Filmcoopi Zürich (Suisse), Wonderworks
- Budget : 6 000 000 de dollars
- Pays d'origine :  Allemagne,  France,  Inde,  Japon,  Suisse
- Langue : hindi, japonais
- Format[5] : couleur (Technicolor) - 2.35 : 1 – 35 mm — Dolby SR, LC-Concept Digital Sound (Allemagne)
- Genre : aventures, drame, romance
- Durée : 155 minutes
- Dates de sorties en salles[6] : 
  - Inde : 15 juin 2006
  - France : 24 janvier 2007
  - Allemagne : 31 mai 2007
  - Japon : 14 janvier 2008
  - Suisse : 5 octobre 2008

## Distribution
- Milind Soman : Jalan[7]
- Mylène Jampanoï : Ushna[8]
- Naseeruddin Shah : Yeti
- Eri Yoshimoto : Sayuri
- Jampa Kalsang Tamang : Jampala
- Anil Yadav : Hak-Chi
- Reina Hara : Yuki
- Mitsuyo Ishigaki : Okada Chiharu

## Distinctions

### Récompenses
- 2006 : Festival International Musique et Cinéma 2006 (édition n°7)